# لیست بازیکنان لیگ برتر فوتبال انگلستان با بیش از ۵۰۰ بازی

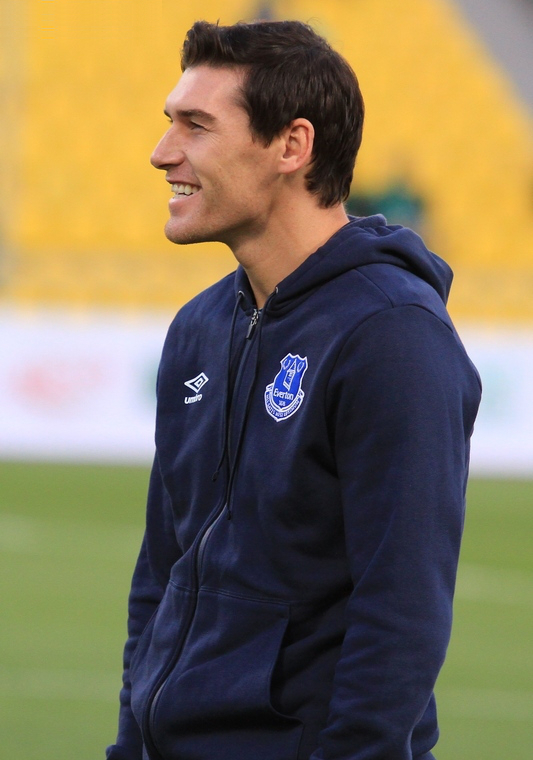
گرت بری رکورددار بیشترین بازی در لیگ برتر انگلستان.

در لیگ برتر فوتبال انگلستان که از فصل ۹۳–۱۹۹۲ آغاز شد. ۱۳ دروازبان بودند که بیش از ۵۰۰ بازی را به ثبت رساندند. اولین بازیکنی که به ۵۰۰ بازی در لیگ برتر فوتبال انگلستان رسید گری اسپید بود که در تیم های لیدز یونایتد، اورتون، نیوکاسل یونایتد و بولتون واندررز بازی کرد.

## لیست بازیکنان
پررنگ بازیکنانی که هنوز در لیگ برتر فوتبال انگلستان بازی می کنند.

بروزرسانی در ۱۲ می ۲۰۱۹.
| رتبه | نام بازیکن   | باشگاه(ها)                                                      | تعداد بازی |
| ---- | ------------ | --------------------------------------------------------------- | ---------- |
| ۱    | گرت بری      | استون ویلا, منچستر سیتی, اورتون, وست برومویچ آلبیون             | ۶۵۳        |
| ۲    | رایان گیگز   | منچستر یونایتد                                                  | ۶۳۲        |
| ۳    | فرانک لمپارد | وستهام, چلسی, منچستر سیتی                                       | ۶۰۹        |
| ۴    | دیوید جیمز   | لیورپول, استون ویلا, وستهام, منچستر سیتی, پورتسموث              | ۵۷۲        |
| ۵    | گری اسپید    | لیدز یونایتد, اورتون, نیوکاسل یونایتد, بولتون واندررز           | ۵۳۵        |
| ۶    | امیل هسکی    | لسترسیتی, لیورپول, بیرمنگام سیتی, ویگان اتلتیک, استون ویلا      | ۵۱۶        |
| ۶    | جیمز میلنر   | لیدز یونایتد, نیوکاسل یونایتد, استون ویلا, منچستر سیتی, لیورپول | ۵۱۶        |
| ۸    | مارک شوارزر  | میدلزبرو, فولام, چلسی, لسترسیتی                                 | ۵۱۴        |
| ۹    | جیمی کرگر    | لیورپول                                                         | ۵۰۸        |
| ۱۰   | فیل نویل     | منچستر یونایتد, اورتون                                          | ۵۰۵        |
| ۱۱   | ریو فردیناند | وستهام, لیدز یونایتد, منچستر یونایتد, کوئینز پارک رنجرز         | ۵۰۴        |
| ۱۱   | استیون جرارد | لیورپول                                                         | ۵۰۴        |
| ۱۳   | سول کمپل     | تاتنهام هاتسپر, آرسنال, پورتسموث, نیوکاسل یونایتد               | ۵۰۳        |